# سیارک ۲۶۳۴۰
سیارک ۲۶۳۴۰ (به انگلیسی: 26340 Evamarkova، نامگذاری:1998XY8) بیست و شش هزار و سیصد و چهلمین سیارک کشف شده‌است که در ۱۳ دسامبر ۱۹۹۸ کشف شد.
قدر مطلق سیارک برابر ۱۹.۵ است.